# Phalangeridae
I Falangeridi (Phalangeridae Thomas, 1888) sono una famiglia di marsupiali notturni originari di Australia e Nuova Guinea, comprendenti cuschi, tricosuri e i loro stretti parenti. Note anche come possum australiani, la maggior parte delle specie appartenenti a questa famiglia sono arboricole e occupano una vasta gamma di habitat forestali, dai boschi alpini alle foreste di eucalipto e alle giungle tropicali.

## Descrizione
I Falangeridi hanno dimensioni relativamente grandi, se paragonati ad altri opossum australiani. La specie più piccola, il cusco nano di Sulawesi (Strigocuscus celebensis), delle dimensioni di un gatto, misura in media 34 cm di lunghezza, mentre la più grande, il cusco a macchie nere (Spilocuscus rufoniger), misura circa 70 cm di lunghezza e pesa sui 5 kg. Oltre che per le dimensioni, i Falangeridi si differenziano da altri opossum australiani per la presenza di pelle glabra sulla parte terminale della coda e di molari dalla corona bassa. Possiedono artigli sulle zampe anteriori, ma non su quelle posteriori, ma queste ultime sono dotate di un primo dito opponibile che li aiuta ad aggrapparsi meglio ai rami degli alberi. Inoltre, in tutte le specie tranne una, anche il primo e il secondo dito delle zampe anteriori sono opponibili. Il manto è generalmente folto o lanoso, e può essere grigio, nero o bruno-rossastro, spesso screziato da macchie o strisce.

## Biologia

### Comportamento
La maggior parte dei Falangeridi sono folivori e si nutrono prevalentemente di foglie. Come altre specie simili, hanno un cieco piuttosto sviluppato nel quale il cibo ricco di fibre viene fatto fermentare in modo da ricavarne più sostanze nutrienti possibile. Tuttavia, i denti non sono così specializzati a una dieta folivora come quelli di altri opossum, e perciò questi animali sono anche in grado di mangiare frutta e perfino alcuni invertebrati. Fa eccezione solo il cusco terricolo (Phalanger gymnotis), che è carnivoro e anche meno arboricolo degli altri Falangeridi.

### Riproduzione
Nei Falangeridi, almeno in quelle specie che sono state studiate più a fondo, la gestazione dura 16-17 giorni. Le femmine possiedono un marsupio ben sviluppato, e generalmente allevano solo uno o due piccoli per volta, meno della maggior parte degli altri opossum. Gli adulti conducono perlopiù vita solitaria, e difendono i propri territori marcandone i confini con secreti prodotti da ghiandole odorifere, saliva odorosa, urina o escrementi.

## Tassonomia
La famiglia dei Falangeridi comprende 26 specie, suddivise in due sottofamiglie:
- Sottofamiglia Ailuropinae
  - Genere Ailurops Wagler, 1830
    - Ailurops melanotis (Thomas, 1898) - cusco orsino delle Talaud;
    - Ailurops ursinus (Temminck, 1824) - cusco orsino di Sulawesi.
- Sottofamiglia Phalangerinae
  - Tribù Phalangerini
    - Genere Phalanger Storr, 1780
      - Phalanger alexandrae Flannery e Boeadi, 1995 - cusco di Gebe;
      - Phalanger carmelitae Thomas, 1898 - cusco di montagna;
      - Phalanger gymnotis Peters e Doria, 1875 - cusco terricolo;
      - Phalanger intercastellanus Thomas, 1895 - cusco comune orientale;
      - Phalanger lullulae Thomas, 1896 - cusco di Woodlark;
      - Phalanger matabiru Flannery e Boeadi, 1995 - cusco dagli occhi azzurri;
      - Phalanger matanim Flannery, 1987 - cusco del Telefomin;
      - Phalanger mimicus Thomas, 1922 - cusco comune meridionale;
      - Phalanger orientalis (Pallas, 1766) - cusco comune settentrionale;
      - Phalanger ornatus (Gray, 1860) - cusco ornato;
      - Phalanger rothschildi Thomas, 1898 - cusco di Rothschild;
      - Phalanger sericeus Thomas, 1907 - cusco sericeo;
      - Phalanger vestitus (Milne-Edwards, 1877) - cusco di Stein.

    - Genere Spilocuscus Gray, 1862
      - Spilocuscus kraemeri (Schwarz, 1910) - cusco delle isole dell'Ammiragliato;
      - Spilocuscus maculatus (É. Geoffroy, 1803) - cusco maculato comune;
      - Spilocuscus papuensis (Desmarest, 1822) - cusco di Waigeo;
      - Spilocuscus rufoniger (Zimara, 1937) - cusco a macchie nere;
      - Spilocuscus wilsoni Helgen e Flannery, 2004 - cusco maculato dagli occhi azzurri.

  - Tribù Trichosurini
    - Genere Strigocuscus Gray, 1862
      - Strigocuscus celebensis (Gray, 1858) - cusco nano di Sulawesi;
      - Strigocuscus pelengensis (Tate, 1945) - cusco delle Banggai.

    - Genere Trichosurus Lesson, 1828
      - Trichosurus caninus (Ogilby, 1836) - tricosuro canino;
      - Trichosurus cunninghami Lindenmayer, Dubach e Viggers, 2002 - tricosuro di montagna;
      - Trichosurus vulpecula (Kerr, 1792) - tricosuro volpino.

    - Genere Wyulda Alexander, 1918
      - Wyulda squamicaudata Alexander, 1919 - opossum a coda squamosa.